# Лештен (Болгарія)
Ле́штен (болг. Лещен) — село в Благоєвградській області Болгарії. Входить до складу громади Гирмен.

## Населення
За даними перепису населення 2011 року у селі проживали 2 особи.
Розподіл населення за віком у 2011 році:
Динаміка населення: